# Pozavnist
Pozavnist je glasbenik, izvajalec na trobilni instrument, imenovan pozavna.